# Cap dels Banyadors
El Cap dels Banyadors és una muntanya de 1.429 metres que es troba al municipi de Sant Julià de Cerdanyola, a la comarca catalana del Berguedà.